# اریک فان لوی
اریک فان لوی (هلندی: Erik Van Looy؛ ‏Dutch: [ˈe:rɪk fɑn ˈlo:i]) کارگردان فیلم، فیلم‌نامه‌نویس و مجری تلویزیون اهل بلژیک است که بیشتر بابت فیلم‌های دلهره‌آورش شناخته می‌شود.
از فیلم‌هایی که وی در آن‌ها نقش داشته‌است، می‌توان به عینک آفتابی و لافت اشاره نمود.